# Антарктическая охраняемая территория
Антарктическая охраняемая территория — область, охраняемая в соответствии с Договором об Антарктике. Существует три типа охраняемых районов согласно международным соглашениям:
- Антарктическая особо охраняемая природная территория (ASPA) в рамках согласованных мер по сохранению антарктической фауны и флоры (1964 года) и приложению V к протоколу об охране окружающей среды (2002). Всего 72 места.
- Особо управляемые районы Антарктики (ASMA) в приложении V протокола (2002). Всего 7 мест.
- Историческое место или памятник (HSM). Всего 92 места.

Были разработаны руководящие принципы для учёных и других посетителей данных мест, чтобы защитить эти области.